# Mosquée de Sayyida Zeinab
La mosquée de Sayyidah Zaynab, en arabe : مسجد السيدة زينب, est une mosquée chiite qui abrite le mausolée de Zeinab (fille d'Ali et de Fatima) et celui d''Alî Sharî'atî. Elle se trouve à Sayyida Zeinab, dans la grande banlieue sud de Damas.